# 책허파

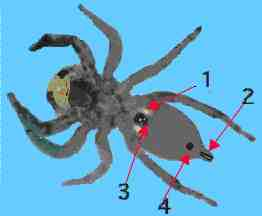
이 거미의 모식도에서 1번 표시에 책허파가 위치해 있다.

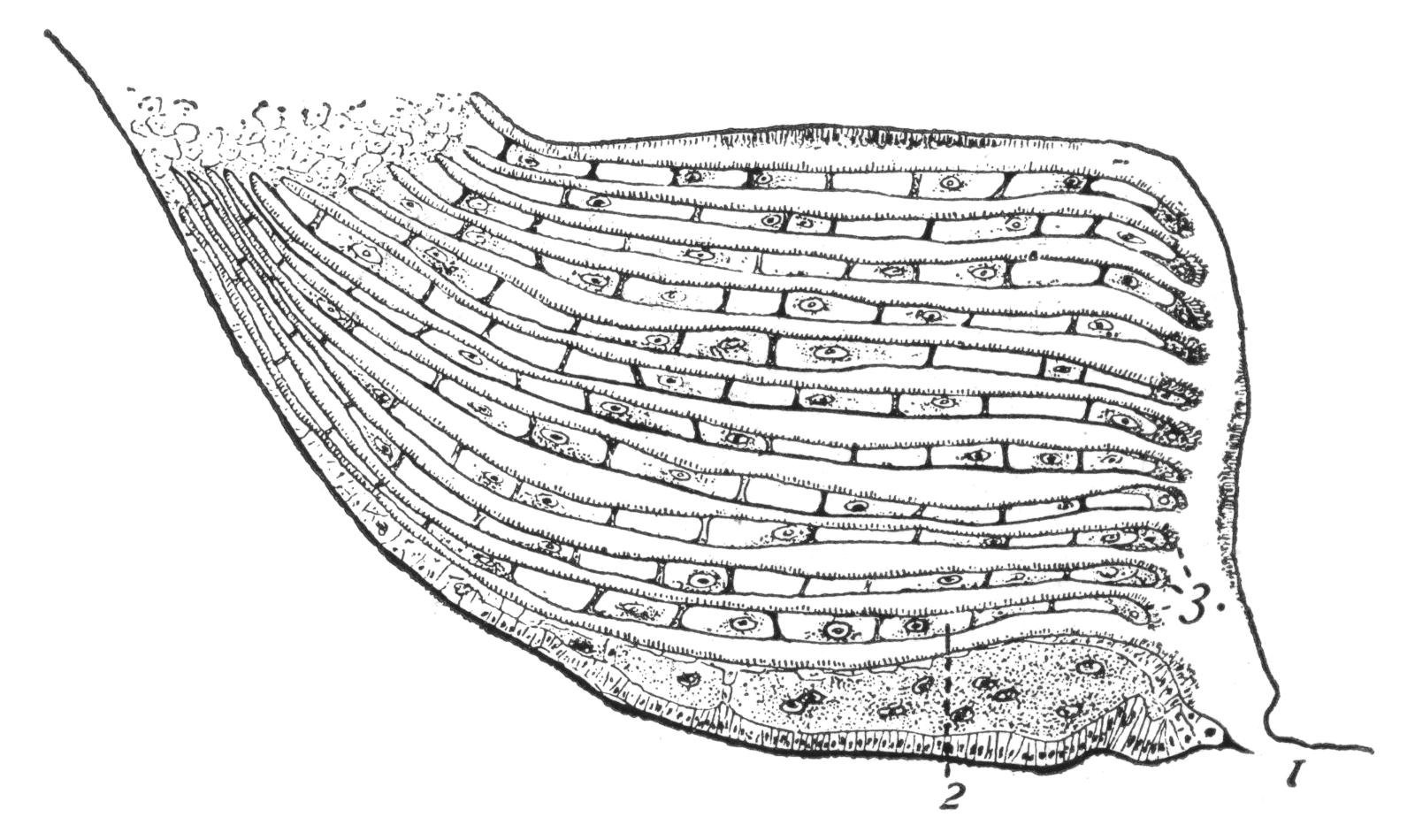
거미의 책허파(단면)

암컷 거미의 내부구조. 분홍색으로 칠한 부분이 책허파이다.

책허파 (肺書. Book lung)는 현재 전갈, 거미 등의 거미강에게서 나타나는, 기체 교환을 하는 호흡기관의 일종이다. 개방되고 배 아랫쪽에 공기로 채워진 공간(복강) 안쪽에 위치하고 있으며 호흡하기 위한 목적으로 작은 구멍을 통해 주변과 연결된다.

## 구조와 기능
책허파는 현생 육상 척추동물의 폐와는 관련이 없다. 대신 그 구조와 용도를 수렴진화의 사례로 설명할 수 있다. 혈림프로 채워진 공기 주머니와 조직이 번갈아 쌓인 모습이 '포개진' 책과 비슷한 모습을 가져 이런 이름이 붙었다.
수는 다양해서 대부분의 거미들은 한 쌍만을 가지고 있고 전갈의 경우 책허파가 네 쌍이다. 책허파의 접히지 않은 여러 판들은 혈림프로 채워져 있다. 접힌 판들은 공기에 노출된 면적을 최대화시켜 주어진 환경에서 기체 교환하는 향을 늘려준다. 대부분의 종에서 이런 종류의 호흡을 원활하게 하기 위한 판의 움직임은 필요하지 않다.

### 책허파의 퇴화
응애, 장님거미 등의 일부 주형류는 책허파의 흔적이 남아있지 않아 기관으로 호흡하거나 피부로만 호흡한다. 대신 기체 교환은 복강 내부의 얇은 벽을 통해 이루어지며, 기관이라고 불리는 얇은 관이 몸 내부로 여러 개가 갈라져 표면적이 늘어난다. 이 기관들은 일부 주형류의 기관이 소수의 매우 길쭉한 방을 가지고 있기 때문에 책허파에서 직접 진화했을 가능성이 있다.

## 책허파 유무에 따른 분류
책허파의 존재 여부로 거미강을 크게 두 부류로 묶는다:
유폐성 주형류
책허파 존재; 사폐계통군(미갈목, 단미목, 무편목, 거미목) 및 전갈목
비유폐성 주형류
책허파 없음; 수각목, 통거미목, 진드기아강, 의갈목, 절복목, 피일목
사폐계통군은 두 번째 및 세 번째 배마디에 두 쌍의 책허파를 두고 있다.  전갈은 제3~6배마디에 4쌍의 책허파를 두고 있다.
유폐성 주형류는 혈액에 헤모시아닌 혈색소를 가진 거미강의 유일한 구성원들이기도 하다.
거미의 진화에서 오래된 논쟁거리 중 하나는 책허파가 공통 주형류 조상에서 단 한 번 책아가미에서 진화했는지, 또는 주형류가 육상으로 나왔을 때에 주형류의 일부 부류에서 개별 진화를 했는가의 여부이다. 사폐계통군은 제3배마디에 책허파가 있는 반면, 전갈은 대신 그 자리에 빗돌기라고 부르는 감각기관이 존재한다.
가장 오래된 책허파는 4억 1천만 년 전 스코틀랜드의 라이니 처트에서 발굴된 멸종한 트리고노타르부스목 주형류에 보존된 것이다. 이 데본기의 화석은 완전히 육상동물로 적응한 현생 주형류의 폐와 거의 구분이 없다.

## 책아가미

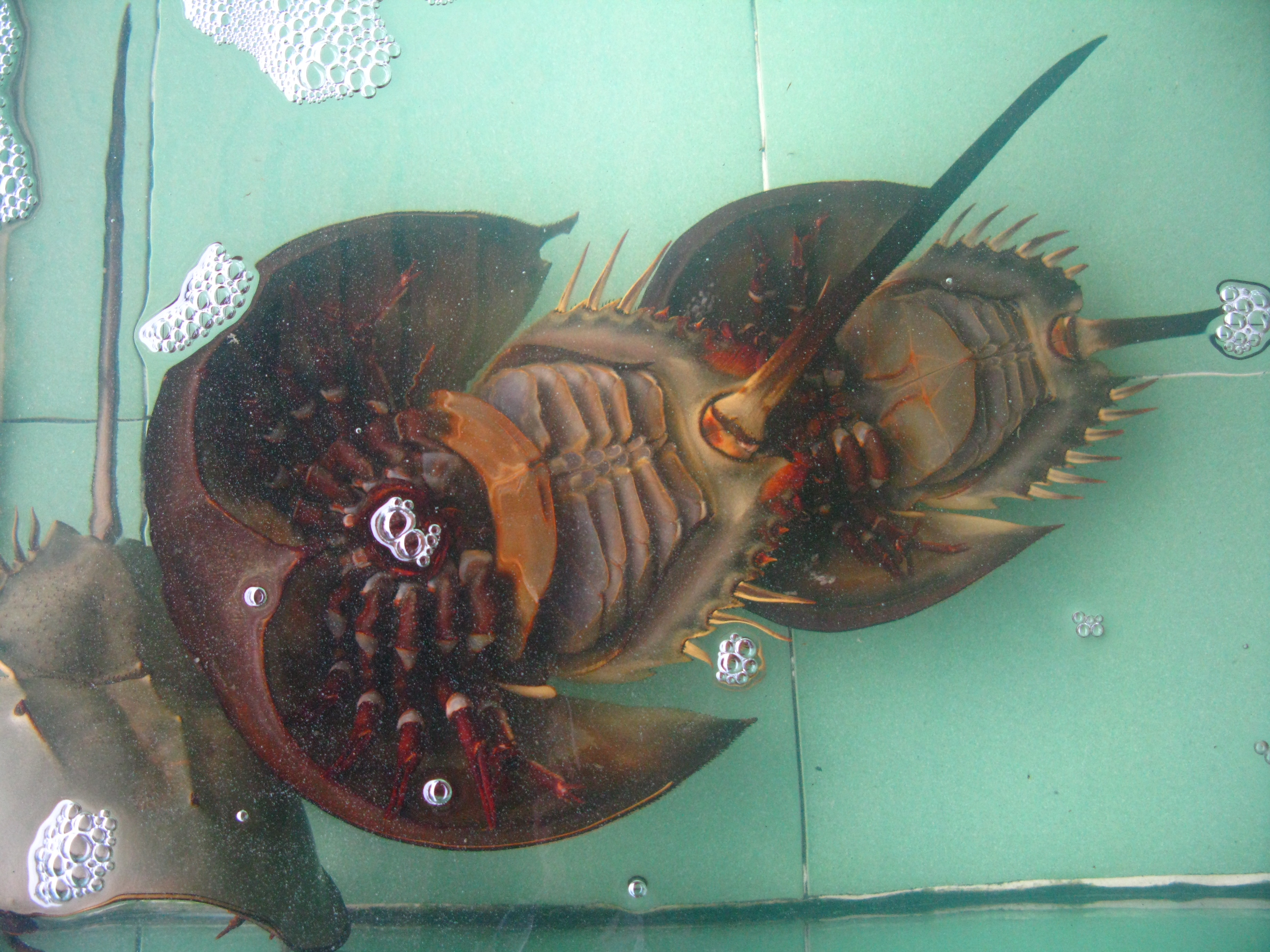
투구게 암컷의 아랫면에 드러난 다리와 책아가미

책허파는 해양 협각류의 수상 호흡기관인 책아가미(書鰓. book gill)에서 진화한 것으로 사료된다. 육상 협각류와 해양 협각류는 서로 비슷한 책 모양 기관을 가지지만, 책아가미는 체외에 달리는 반면 책허파는 체내에 있다. 둘 다 이 기관이 다리싹에서 갈라진 새엽으로 납작해지기 전에 다리싹에서 발달하므로 보통의 내부 장기라기보다는 부속기관으로 간주된다.
책아가미는 여전히 대서양투구게속에 남아있으며 5쌍을 지니고 있고, 그 앞의 지느러미는 아가미가 없는 생식용 새공이다. 책아가미는 물 속에서 기체 교환에 영향을 미치는 지느러미 모양의 부속기관으로, 변형된 다리에서 유래된 것으로 보인다. 각 부속지 내부에는, 책의 얇은 쪽 모양인 새엽 100장 이상에서 기체 교환이 발생한다. 이 부속지들은 새엽 안팎으로 혈액을 몰아가며 그 위로 물을 순환시키도록 율동성 있게 움직인다. 책아가미의 주요 역할은 호흡이며 어린 개체의 경우 유영용으로도 사용된다. 투구게의 경우 책아가미에 수분이 유지된다면 지상에서 수 시간 동안 살아있을 수 있다.

### 내용주
1. ↑  혈림프는 절지동물의 혈액과 동일하다.
2. ↑  단미목은 책허파 한 쌍이 퇴화했으며, 가장 진보된 거미들은 적어도 한 쌍의 책허파를 기관으로 대체시켰다.

### 참고주
1. ↑  Foelix, Rainer F. (1996). 《Biology of Spiders》. Oxford University Press US. 61–64쪽. ISBN 0-19-509594-4. book lung.
2. ↑  The origins of tetrapulmonate book lungs and their significance for chelicerate phylogeny
3. ↑  The diversity and evolution of chelicerate hemocyanins
4. ↑  Scholtz, Gerhard; Kamenz, Carsten (2006). “The book lungs of Scorpiones and Tetrapulmonata (Chelicerata, Arachnida): Evidence for homology and a single terrestrialisation event of a common arachnid ancestor”. 《Zoology》 109 (1): 2–13. doi:10.1016/j.zool.2005.06.003. PMID 16386884.
5. ↑  Kamenz, Carsten; Dunlop, Jason A.; Scholtz, Gerhard; Kerp, Hans; Hass, Hagen (2008). “Microanatomy of early Devonian book lungs”. 《Biology Letters》 (London, UK: Royal Society) 4 (2). doi:10.1098/rsbl.2007.0597. PMC 2429929. PMID 18198139.
6. ↑  Bhamrah, H. S.; Juneja, Kavita (2002). 《An Introduction to Arthropoda》. Anmol Publications Pvt. Ltd. ISBN 81-261-0673-5.
7. ↑  Pechmann, Matthias; Khadjeh, Sara; Sprenger, Frederik; Prpic, Nikola-Michael (November 2010). “Patterning mechanisms and morphological diversity of spider appendages and their importance for spider evolution”. 《Arthropod Structure & Development》 39 (6): 453–67. doi:10.1016/j.asd.2010.07.007. PMID 20696272. 2020년 8월 20일에 확인함.